# Pasquale Boninsegni
Pasquale Boninsegni né à Rimini le 10 octobre 1869, et mort à Lausanne le 16 octobre 1939, est un économiste italien qui succède en 1907 à Vilfredo Pareto à l’université de Lausanne.

## Biographie
En 1894, il obtient un diplôme de mathématique à l’université de Bologne. Durant la fin des années 1890, il devient activiste socialiste. Une de ses chroniques dans un journal socialite « gauchiste » lui vaut une condamnation pour diffamation.
Il s’exile en Suisse où Vilfredo Pareto le convainc d’abandonner la politique pour l’économie. Dans un article de 1902 au Giornale delgli Economisti, il donne une définition claire  de la théorie du choix parétien et de ce qui la distingue de la théorie de l’utilité cardinale. En 1907, il succédé à Vilfredo Pareto à Lausanne.
Dans les années 1920, il se rapproche du fascisme italien et insiste pour que l’université de Lausanne accorde à Benito Mussolini, un diplôme honorifique. En 1939, il devient sénateur italien.

## Œuvres
- I fondamental dell’économia pura (A propositio di un libre del Sig. A. Aupetit), 1902, Giornale delgli Economisti (GdE); vol 24, p.106-133.
- Un Nuevo tractations d’économia matematica, 1903, GdE, vol 26, p.327-337.
- I Sistema Socialista, 1903, Vita internationale.
- Tentativi di ricencadelle funzione di domando e di offert à Noël Cason del baratin supporté de Ofelemita lineari, 1904, GdE, vol 23, p.210-233.
- Précis d’économie politique, 1910.
- Traité d’économie politique, 1925 (réédité en 1930 sous le titre Manuel d’économie élémentaire)